# 明田英治
明田 英治（あけた えいじ、1955年7月11日 - ）は、日本の経営者。ベネッセコーポレーション社長を務めた。

## 経歴
岡山県出身。1979年に大阪大学工学部を卒業し、1981年に福武書店(のちのベネッセコーポレーション)に入社。2007年6月に取締役に就任し、2009年に副社長を経て、2013年4月に社長に就任。2014年6月に退任。